# 紐約島人
紐約島人（英語：New York Islanders）是位於美國紐約州拿騷縣亨普斯特德的國家冰球聯盟（NHL）隊伍，隸屬於東部聯盟大都会分区，主场是瑞銀體育館。
1972年，紐約島人隊成立；在1979年至1983年連續贏得四次史丹利盃。